# Ічум Лайрембі
Ічум Лайрембі або Ехум Лайрембі або Ейчум Лайрембі — Лайрембі (богиня) у міфології та релігії Мейтей Стародавнього Канглейпака. Її головний культовий центр поклоніння розташований в районі Хуркхул, нинішній Маніпур.

## Легенди
Згідно з легендами, сила богині Ічум Лайрембі знаходиться в Тінгба Маран Нгамбі. Це причина, чому всі приношення для богині Ічум Лайрембі пропонуються Тінгба Маран Нгамбі.
За легендою король Мойранга одного разу наказав кинути яйце принцесі Тойбі з Стародавнього Мойранга. Отже, вона та її раби вирушили в подорож, щоб виконати завдання. Яйце, яке вони принесли, впало на землю і розбилося біля богині Ічум Лайрембі в Хурхулі. З того часу вони почали жити в цьому місці. На її честь на фестивалі Лай Хараоба учасники намагаються догодити богині Ічум Лайрембі.

## Фестиваль
Щороку священний фестиваль Лай Хараоба відзначається на честь богині Ічум Лайрембі. Серед місць святкування святого свята переважає Хурхул.